# Кристиян Кръстев (баскетболист, р. 1997)
Кристиян Ивайлов Кръстев е български баскетболист, роден на 6 ноември 1997 г. в Плевен, който играе на позицията тежко крило и се състезава за Спартак Плевен.

## Отличия
Професионална кариера
Национален отбор